# Wiencourt-l'Équipée
Wiencourt-l'Équipée é uma comuna francesa na região administrativa de Altos da França, no departamento de Somme. Estende-se por uma área de 5,86 km². Em 2010 a comuna tinha 267 habitantes (densidade: 45,6 hab./km²).